# Рогожа (Ленинградская область)
Рогожа — деревня в Сясьстройском городском поселении Волховского района Ленинградской области.

## История
Деревня В. Рогожа с часовней отмечена на карте Новоладожского уезда 1807 года.
На карте Санкт-Петербургской губернии Ф. Ф. Шуберта 1834 года упоминается погост Рогожский.
Погост Рогожской отмечен на карте профессора С. С. Куторги 1852 года.

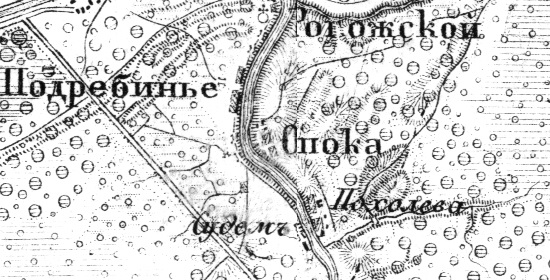
Погост Рогожской на карте Ф. Ф. Шуберта 1855 года

РОГОЖА (РОГОЖСКИЙ) — погост при реке Сяси, число дворов — 3, число жителей: 4 м. п., 3 ж. п.; Церковь православная. Часовня (1862 год)

Сборник Центрального статистического комитета описывал его так:

РОГОЖСКИЙ — погост бывший государственный при реке Сяси, дворов — 2, жителей — 9; Церковь православная. (1885 год)

Согласно епархиальным сведениям 1899 года в селе Рогожи находился собор Успения Пресвятой Богородицы (ранее Успенско-Сясьского погоста) — центр православного прихода, в который входили 13 окрестных деревень.
В конце XIX века погост административно относился к Шахновской волости 2-го стана Новоладожского уезда Санкт-Петербургской губернии, в начале XX века — 3-го стана.
По данным «Памятной книжки Санкт-Петербургской губернии» за 1905 год близ Рогожского погоста существовал выселок Рогожи, который входил в состав Подрябинского сельского общества Иссадской волости, а также дровяная пристань Рогожа.
Согласно карте Петроградской и Новгородской губерний издания 1915 года погост назывался Рогожской, в нём обозначена церковь.
С 1917 по 1923 год деревня входила в состав Иссадской волости Новоладожского уезда.
С 1923 года в составе Сясько-Рядковского сельсовета Октябрьской волости Волховского уезда.
С 1924 года в составе Подрябинского сельсовета Колчановской волости.
С 1927 года в составе Волховского района.
С 1928 года в составе Пульницкого сельсовета.
По данным 1933 года деревня Рогожа входила в состав Пульницкого сельсовета Волховского района.
В 1938 году население деревни составляло 358 человек.
С 1946 года в составе Новоладожского района.
В 1958 году население деревни составляло 175 человек.
С 1963 года вновь в составе Волховского района.
По данным 1966, 1973 и 1990 годов деревня Рогожа также входила в состав Пульницкого сельсовета.
В 1997 году в деревне Рогожа Пульницкой волости проживали 95 человек, в 2002 году — 107 человек (все русские).
В 2007 году в деревне Рогожа Сясьстройского ГП — 98.

## География
Деревня расположена в северной части района к юго-западу и смежно с городом Сясьстрой близ автодороги Р21 (E 105) «Кола» (Санкт-Петербург — Петрозаводск — Мурманск).
Расстояние до административного центра поселения — 6 км.
Расстояние до ближайшей железнодорожной станции Колчаново — 16 км.
Деревня находится на левом берегу реки Сясь.

## Демография
| 1862 | 1885 | 1997 | 2002 | 2007 | 2010 | 2017 |
| ---- | ---- | ---- | ---- | ---- | ---- | ---- |
| 10   | ↘9   | ↗95  | ↗107 | ↘98  | ↗114 | ↗139 |

### Национальный состав
Согласно данным Всероссийской переписи населения 2021 года в деревне проживал 161 человек, из них русские — 160, коми — 1 человек.

## Улицы
Лесная, Новая.